# Dana Wells
Dana „D-Low” Wells (ur. 30 maja 1975, zm. 16 sierpnia 1996 pod Phoenix) – amerykański działacz muzyczny.

## Życiorys
Urodził się 30 maja 1975. Był synem Glorii Cavalery (ur. 1953), a od 1993 był pasierbem jej męża, muzyka i lidera grupy Sepultura, Maxa Cavalery. Był rodzonym bratem Roxanne, Richiego Cavalery, Christiny Steever-Newport (została żoną Alexa Newporta z grupy Fudge Tunnel) i Jasona oraz przyrodnim bratem Zyona Cavalery i Igora Cavalera Juniora.
Używał pseudonimu „D-Low”, powstałego w wyniku przekształcenia nazwy C-Low, tj. rodzaju gry w kości, uprawianej na wschodnim wybrzeżu Stanów Zjednoczonych. Pasjonował się muzyką metalową, tworzoną przez formacje Sepultura, Clutch, Biohazard, a także Deftones, z którego członkami był zaprzyjaźniony. Ponadto uprawiał nurkowanie.
Po ukończeniu szkoły średniej zamieszkał w Venice Beach, gdzie otworzył własną firmę produkującą odzież oraz udzielał się jako publicysta muzyczny, wyławiając debiutujące zespoły. Jego fotografie zostały wykorzystane we wkładce do albumu Point Blank z 1994, wydanego przez projekt poboczny Maksa Cavalery pod nazwą Nailbomb. Udzielił pomocy Maksowi Cavalerze przy pisaniu tekstu utworu pt. „Attitude”, opublikowanego na albumie Sepultury pt. Roots z 1996 (jest autorem m.in. słów z tej piosenki: Live your life, not the way they taught you... Do what you feel). Podczas wiosennej trasy koncertowej Sepultury w Europie, w związku ze swoimi 21. urodzinami w maju 1996 został zaproszony przez Maxa Cavalerę, aby przyleciał ze Stanów Zjednoczonych, a po przybyciu, w Amsterdamie stworzył scenariusz do teledysku nakręconego do utworu „Attitude”. Po zakończeniu tournee w Europie, tenże teledysk został nakręcony w Los Angeles, a Wells wystąpił w nim jako statysta. Z przybranym ojcem Maxem Cavalerą był zżyty i zaprzyjaźniony. Pewnego razu Wells wysłał list do odsiadującego w zakładzie karnym karę pozbawienia wolności Charlesa Mansona, od którego otrzymał odpowiedź.
W dniu 16 sierpnia 1996 o godz. 1:43 zginął w wypadku drogowym na północ od Phoenix na trasie Cactus Road. Podróżował zielonym autem marki Hyundai wraz z dwoma innymi mężczyznami w podobnym wieku jak on. Kierowany przez niego pojazd przejechał przez krawężnik i uderzył w drzewo jadłoszyn o sporej wielkości. Wells zmarł ponad 20 minut po kolizji, zaś dwaj inni współpasażerowie zostali ranni. Celem wydobycia Wellsa ze zniszczonego pojazdu konieczne było rozcięcie maszyny na pół.
Orientacyjnie w tym czasie Max i Gloria Cavalera przybyli do Wielkiej Brytanii, po czym z Londynu udali się na „Donington Festival”, gdzie 17 sierpnia Sepultura miała wystąpić w ramach promocji albumu Roots. Tam dowiedzieli się o śmierci Wellsa, po czym użyczonym przez Sharon Osbourne prywatnym samolotem (należącym do jej męża Ozzy’ego), niezwłocznie polecieli do Stanów Zjednoczonych. W przygotowaniach do pogrzebu uczestniczył Jason Newsted, zaś podczas ostatniego pożegnania jednym z niosących trumnę Wellsa był Chino Moreno. Dana Wells został pochowany na cmentarzu Paradise Memorial Gardens w Scottsdale, a na tabliczce nagrobnej umieszczono słowa jego autorstwa: Live your life, not the way they taught you... Do what you feel, które wcześniej wykorzystano w utworze „Attitude”.
Niespodziewana śmierć Wellsa oraz relacje w składzie i menedżmencie Sepultury stały się przyczynkiem do odejścia Maxa Cavalery z zespołu oraz Glorii Cavalery z funkcji menedżerki grupy. W 2010 Max Cavalera ujawnił, że bezpośrednią przyczyną jego odejścia z Sepultury było zachowanie (tuż po śmierci Dany Wellsa) żony gitarzysty grupy, Andreasa Kissera, która przy pomocy innej kobiety próbowała przyspieszyć przygotowania do pogrzebu jeszcze przed ich przyjazdem na miejsce, tak aby Max Cavalera mógł jak najszybciej kontynuować trasę koncertową w Europie. Prócz tego pozostali członkowie Sepultury obstawali przy kontynuowaniu trasy i byli negatywnie nastawieni do pełnienia przez Glorię Cavalerę funkcji menedżerki. Niezależnie od tego ona – przez wzgląd na to, jak ją potraktowano - postanowiła skończyć współpracę z Sepulturą wraz z ostatnim koncertem grupy promującej Roots, tj. 16 grudnia 1996 w Brixton Academy w Londynie.
Według bliskich Dany Wellsa został on prawdopodobnie zamordowany, a okoliczności zdarzenia drogowego zostały upozorowane na wypadek samochodowy (według nich pojazd Wellsa mógł zostać zepchnięty z jezdni). Przed śmiercią Wells przebywał w Phoenix, opiekując się domem swoich rodziców, przebywających wówczas w Europie z Sepulturą i doglądając spraw menedżerskich matki pod jej nieobecność. W ostatni wieczór przebywał w barze grając w bilard. Z uwagi na zmęczenie udał się do domu z zamiarem położenia się spać. Tam przyszli do niego młodzieńcy poznani wcześniej w barze, prosząc o podwiezienie ich do domu, jako że ich pojazd odmówił posłuszeństwa. Kierując autem, Wells miał uciekać razem z pasażerami przed goniącymi ich innym samochodem osobami, prawdopodobnie członkami gangu, usiłującymi ich zabić bądź zastraszyć. Z niepotwierdzonych oficjalnie informacji wynika, że agresorzy mieli zamiar dopaść dwóch pasażerów auta w związku z rozliczeniami w handlu narkotykami, a Wells mógł stać się przypadkową ofiarą zaistniałego wypadku. Po zdarzeniu obaj ocalali pasażerowie twierdzili, że nie pamiętali jego przebiegu, zaś ostatnim zapamiętanym faktem, było opuszczenie przez nich baru ok. 30 minut przed wypadkiem. Według ustaleń policji, aktualnych w 1999, kierowany przez Wellsa pojazd z niewiadomych przyczyn zjechał z drogi i uderzył w drzewo. Auto marki Hyundai, wyprodukowane w 1995 należało do – będącej od 8 miesięcy dziewczyną Wellsa – Kristin Carneal, która użyczyła pojazdu po tym, gdy samochód dwójki późniejszych współpasażerów Wellsa odmówił posłuszeństwa. Po latach Gloria Cavalera przyznała, że spędziła sporo czasu na prywatnym dochodzeniu przyczyn śmierci syna oraz odkryła wiele niejasności w tej sprawie, stwierdzając, iż było to morderstwo, które policja błędnie zakwalifikowała jako wypadek kierując się powierzchownością Wellsa, wyglądającego jak fan muzyki metalowej.
We wspomnieniach Maksa i Glorii Cavalera przyznali, że przed wyjazdem do Europy znajoma im Brazylijka reprezentująca wierzenia candomblé przekazała im swoje przekonanie, że ktoś będzie próbować zabić ich dziecko.

## Upamiętnienie
Wydany 25 marca 1997 album The More Things Change... kalifornijskiej grupy Machine Head został zadedykowany Danie Wellsowi.
Po śmierci Wellsa grupa Deftones do udziału w tworzeniu materiału na ich drugą płytę zaprosiła Maxa Cavalerę, który po stracie pasierba i opuszczeniu Sepultury przeżywał osobisty kryzys zarówno w sferze prywatnej, jak i zawodowej. W konsekwencji cały wydany 28 października 1997 album grupy pt. Around the Fur został zadedykowany zmarłemu. Jeden z utworów na tej płycie, zatytułowany „Headup”, poświęcono bezpośrednio Wellsowi, zaś został stworzony i wykonany przez grupę oraz zaśpiewany razem przez Maxa Cavalerę i wokalistę Deftones, Chino Moreno. Cavalera był autorem wprowadzającego riffu w tym utworze. Do liryków tego utworu zostały wykorzystane fragmenty zapisków Wellsa, m.in. wers: walking through this world you have to hold your head up high, które przeredagowane zostały zaśpiewane w wersji: walk into this world with your head up high. W tekście piosenki pojawiły się słowa: soul fly (dosł. pol. duszo leć), które stały się nazwą nowej formacji Maxa Cavalery, określonej jako Soulfly. Między innymi pamięci Wellsa muzyk dedykował debiutancki album swojej nowo powstałej grupy, także zatytułowany Soulfly (wydany w 1998). We wkładce do tej płyty pojawiła się osobna informacja: Utwory „Bleed” i „First Commandment” są dedykowane ludziom zamieszanym w morderstwo Dany Wellsa i zatuszowanie jego śmierci. Wiecie kim jesteście. Sąd nadchodzi. W pierwszym z tych utworów wystąpił gościnnie wokalista Fred Durst i muzyk DJ Lethal z grupy Limp Bizkit (pomysł ich udziału zasugerował producent Ross Robinson; Durst, mimo że nie znał osobiście Wellsa, w mniemaniu zarówno Cavalery, jak i słuchaczy udanie wpasował się w przesłanie utworu), a w drugim Chino Moreno z Deftones. W teledysku do utworu „Bleed”, wyreżyserowanym przez Thomasa Mignone, zostały przedstawione sceny odwołujące się do śmiertelnego wypadku Dany Wellsa. Ponadto na krążku w lirykach utworu pt. „The Song Remains Insane” wykorzystano słowa autorstwa Wellsa.
Na drugim albumie Soulfly, zatytułowanym Primitive z 2000, osoby Dany Wellsa dotyczyły utwory „Pain” (wykorzystano w nim nagranie słów zmarłego: Fuck you... Friday I was freaking out) i „In Memory Of...” (w pierwszym z tych utworów wystąpili Chino Moreno z Deftones i Grady Avenell z zespołu Will Haven, a w drugim z utworów wystąpili członkowie formacji Cutthroat Logic). Na trzeciej płycie Soulfly, zatytułowanej ॐ, Wellsowi został poświęcony utwór „Tree of Pain”, w którym wystąpili gościnnie Asha Rabouin i Richie Cavalera tj. rodzony brat Dany. Na piątym albumie Soulfly, zatytułowanym Dark Ages z 2005, wydano utwór pt. „Stay Strong”, ponownie upamiętniający Wellsa, a zaśpiewał w nim Richie Cavalera. Po raz trzeci Richie Cavalera upamiętnił brata w utworze „Black Ark” na płycie Inflikted z 2008 projektu Cavalera Conspiracy. Na ósmym albumie Soulfly, noszącym tytuł Enslaved z 2012, utworem poświęconym Wellsowi był „Revengeance”, a wystąpili w nim wszyscy trzej synowie Maxa: Igor i Richie (śpiew) oraz Zyon (perkusja).
Od 1997 corocznie w Phoenix jest organizowany festiwal muzyczny pod nazwą „D-Low Memorial Show”.
Na łamach wydanej w 2013 autobiografii Max Cavalera szczególny hołd złożył Danie Wells.